# Saint-Martial-Viveyrol
Saint-Martial-Viveyrol è un comune francese di 214 abitanti situato nel dipartimento della Dordogna nella regione della Nuova Aquitania.

## Società

### Evoluzione demografica
Abitanti censiti